# Thomas Louis Connolly
Thomas Louis Connolly (Cork, 1814 – Halifax, 27 luglio 1876) è stato un arcivescovo cattolico irlandese.
Missionario cappuccino in Canada, è stato vescovo di Saint John e poi arcivescovo di Halifax.

## Biografia
Entrò sedicenne nel noviziato cappuccino e all'età di diciotto anni fu inviato a Frascati per proseguire gli studi.
Fu ordinato prete a Lione nel 1838 e nel 1839 tornò in patria, dove fu nominato cappellano del carcere di Grange Gorman Lane di Dublino.
Nel 1842 seguì in Canada William Walsh, nominato vescovo di Halifax, e fu suo segretario.
Fu eletto vescovo di Saint John nel 1832 e nel 1834, insieme con Honora Conway, vi istituì le suore di carità dell'Immacolata Concezione.
Tornò ad Halifax come arcivescovo nel 1859.
Partecipò al Concilio Vaticano I: si oppose inizialmente alla dottrina dell'infallibilità papale, ma si sottomise dopo la definizione del dogma.

## Genealogia episcopale e successione apostolica
La genealogia episcopale è:
- Cardinale Scipione Rebiba
- Cardinale Giulio Antonio Santori
- Cardinale Girolamo Bernerio, O.P.
- Arcivescovo Galeazzo Sanvitale
- Cardinale Ludovico Ludovisi
- Cardinale Luigi Caetani
- Cardinale Ulderico Carpegna
- Cardinale Paluzzo Paluzzi Altieri degli Albertoni
- Papa Benedetto XIII
- Papa Benedetto XIV
- Papa Clemente XIII
- Cardinale Enrico Benedetto Stuart
- Cardinale Ignazio Busca
- Arcivescovo John Thomas Troy, O.P.
- Arcivescovo Daniel Murray
- Arcivescovo William Walsh
- Arcivescovo Thomas Louis Connolly, O.F.M.Cap.

La successione apostolica è:
- Vescovo John Sweeny (1860)
- Vescovo Peter McIntyre (1860)
- Vescovo James Rogers (1860)